# Expresso cubain
L'expresso cubain (également connu sous le nom de café cubain ou de cafecito) est un type d'expresso originaire de Cuba. Il fait son apparition à la suite de l'introduction des machines à expresso, importées d'Italie. Il s'agit d'un expresso sucré avec de la cassonade au cours de son extraction ; le terme expresso cubain peut être étendu aux autres boissons qui l'utilisent comme ingrédient de base. 
La dégustation du café cubain demeure une activité sociale et culturelle à Cuba et en Floride, en particulier dans les régions avoisinantes, Miami, Tampa, Florida Keys, ainsi que dans les communautés cubaines des États-Unis comme Havana on the Hudson (en). Le café cubain est disponible dans la plupart des cafés de la région de Miami et de Tampa, ce qui en fait un produit régional.

## Préparation
L'expresso cubain traditionnel est préparé avec un café issu d'une torréfaction très poussée, comme la torréfaction à l'italienne. Le mode de préparation est identique à celui d'un expresso, excepté l'ajout de sucre directement dans le porte-filtre. La chaleur produite au cours de la préparation hydrolyse une partie de la saccharose, créant ainsi un café plus doux et légèrement plus sirupeux qu'un expresso normal. 
Le café cubain, habituellement servi avec un petit verre d'eau, est souvent consommé en milieu d'après-midi. Les lattes ou les cortaditos sont plutôt consommés au dessert ou au petit-déjeuner. Le cigare constitue également un accompagnement pour l'expresso cubain.

### Modes de préparation alternatifs
Le café cubain peut être préparé à l'aide d'une cafetière italienne : il convient de mélanger vigoureusement les premières gouttes de l'expresso au sucre, ainsi on obtient une préparation crémeuse ; le reste de l'expresso est ensuite mélangé, ce qui forme une mousse brune.

## Variantes
Le cortadito est un expresso recouvert de mousse de lait. Les proportions varient entre 50 % de lait pour 50 % d'expresso et 75 % d'expresso pour 25 % de lait. Il est semblable aux Cortados servis dans les pays d'Amérique latine mais pré-sucré.
Le café con leche, est un expresso sans sucre, servi avec une tasse de lait chaud. Servi à part, l'expresso est versé à la quantité désirée dans la tasse de lait chaud ; il fait partie du petit-déjeuner typique à Cuba, servi avec des tranches de pain cubain beurré.
La colada est un café à emporter, constitué de 3 à 6 expressos cubains. Les Cubains le consomment souvent sur leur lieu de travail.